# Evangelisch-Lutherisches Dekanat Landshut
Das Evangelisch-Lutherische Dekanat Landshut ist eines der achtzehn Dekanate des Kirchenkreises Schwaben-Altbayern. Bis zu dessen Fusion gehörte es dem Kirchenkreis Regensburg an. Sein Gebiet umfasst neben der Stadt Landshut, dem Sitz des Dekanats, auch die Landkreise Landkreis Landshut und Dingolfing-Landau und einen Teil des Landkreises Rottal-Inn.
Der Dekanatsbezirk ist ein Diasporagebiet. Erst 1848 entstand die Kirchengemeinde Landshut als Tochtergemeinde von Regensburg. 1934 kam mit Landau an der Isar eine zweite Gemeinde hinzu. Nachdem durch den Zuzug von Vertriebenen nach Ende des Zweiten Weltkriegs die Zahl der Protestanten stark gestiegen war, wurde 1948 das Dekanat durch Ausgliederung aus dem Dekanat Regensburg gegründet. Die Gemeinden Freising und Oberallershausen kamen aus dem Dekanat Ingolstadt. Im Laufe der Jahre entstanden etliche weitere Gemeinden. 1997 wurden die Gemeinden Erding, Moosburg, Freising, Neufahrn mit Eching, Oberallershausen und Taufkirchen/Vils an das neugegründete Dekanat Freising abgegeben.
Dekanin ist die gebürtige Hamburgerin Nina Lubomierski. Die promovierte Theologin hat ihr Amt am 1. Mai 2020 angetreten. Ihr Vorgänger Siegfried Stelzner ist zum 1. März 2019 in den Ruhestand gegangen.

## Kirchengemeinden
Im Dekanat Landshut leben rund 26.500 Christinnen und Christen in elf Kirchengemeinden. Folgende Kirchengemeinden gehören zum Dekanatsbezirk:
- Landshut, Christuskirche
- Landshut, Auferstehungskirche
- Landshut, Erlöserkirche
- Ergolding, Pauluskirche
- Dingolfing, Erlöserkirche
- Landau an der Isar, Friedenskirche
- Arnstorf, Kreuzkirche in Simbach b. Landau, Gemeindezentrum Arnstorf
- Neufahrn in Niederbayern (mit der Friedenskirche in Neufahrn und der Versöhnungskirche in Ergoldsbach)
- Reisbach-Frontenhausen,  Jesuskirche
- Rottenburg an der Laaber, Dreieinigkeitskirche
- Vilsbiburg (mit der Christuskirche in Vilsbiburg, der Andreaskirche in Velden und der Erlöserkirche in Gerzen)